# چشمه‌علی (شهرری)
چشمه‌علی یکی از نقاط باستانی، دیدنی و گردشگری شهر ری به‌شمار می‌رود که در منطقه ۲۰ شهرداری تهران قرار دارد. این چشمه در همسایگی گورستان ابن بابویه، برج طغرل، دژ رشکان و در زیر باروی شهر ری واقع شده‌است. چشمه‌علی از میان صخره‌ای بزرگ خارج شده و به سوی جنوب و سپس جنوب شرق جاری است.

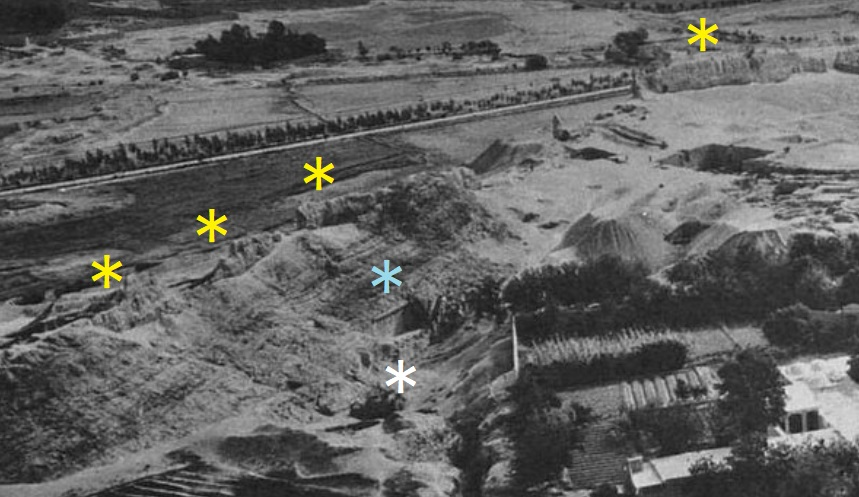
چشمه‌علی (ستاره سفید) و سنگ‌نگاره فتحعلی‌شاه (ستاره آبی) در عکس مشخص شده است. عکس هوایی بخشی از سرزمین ری در محدوده چشمه‌علی و اطراف آن. کشیدگی باروی ری در عکس هوایی باستان‌شناس اریش فریدریش اشمیت. علامت‌های ستاره به رنگ زرد دیوارهای باقی مانده مخروبه از باروی ری می‌باشد. ستاره زرد رنگ سمت چپ و پایین محل ساختن دیوار بازسازی شده است که در عکس‌های مدرن موجود است. ۱۳۱۵ خورشیدی

نام باستانی این چشمه «سورین» بوده که احتمالاً برگرفته از نام دودمانی بزرگ در دوره اشکانی و ساسانی است و نام فعلی هم برگرفته از اسم امام اول شیعیان علی است.
پیشینهٔ چشمه‌علی به حدود ۸۰۰۰ سال پیش بر می‌گردد، زمانی که نخستین افراد در کنار چشمه‌ای دائمی بر بالای تپه‌ای گرد آمدند.
در گذشته فروشندگان فرش و مردم تهران، قالی‌ها و قالیچه‌های خود را با این باور که در آب این چشمه ویژگی است که فرش را خوب پاکیزه و رنگ روشن‌تر و درخشنده‌تر می‌سازد، در آب چشمه‌علی می‌شستند.
چشمه‌علی در ۲۵ فروردین ماه ۱۳۱۳ با شماره ۲۰۲ در فهرست آثار ملی کشور جای گرفت. همچنین به‌عنوان سومین اثر طبیعی استان تهران در فهرست آثار طبیعی ایران نیز ثبت شده‌است.

## تاریخ
نخستین نشانه‌های شهرنشینی در چشمه‌علی، که دربرگیرندهٔ تپهٔ باستانی، برج و باروهای کهن ری و چشمهٔ زیرزمینی است، پیونددار به ساخت سفالینه‌های سرخرنگ با نقش‌های سیاه یا قهوه‌ای سیر و نگاره‌هایی که بر آن نقش شده‌است.

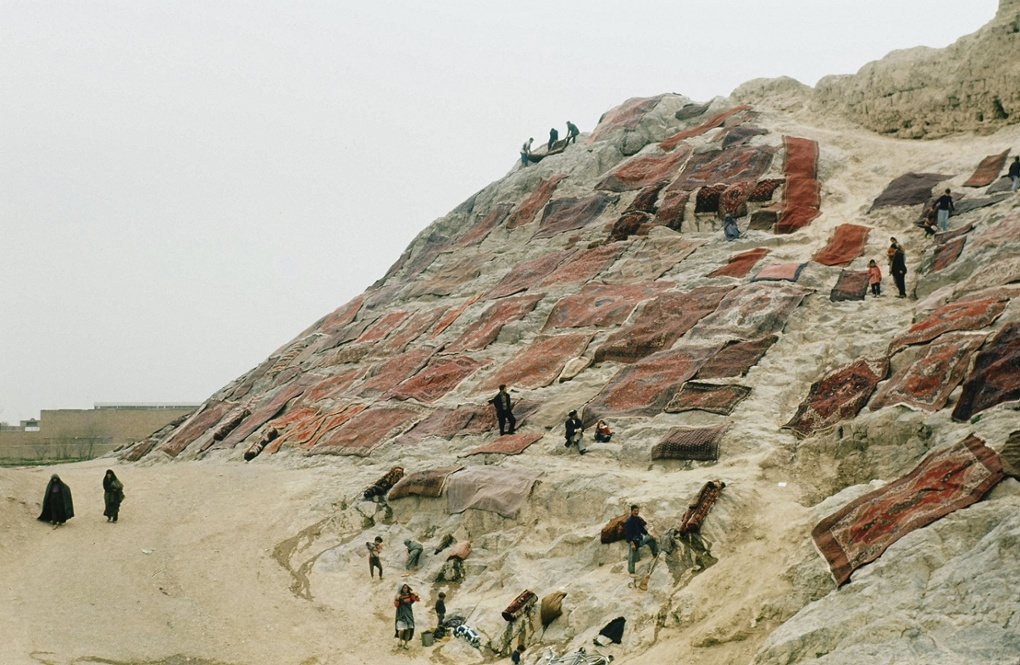
خشک کردن فرش‌ها بر روی تپهٔ سنگی چشمه‌علی در ۱۳۳۹ خورشیدی - باقی‌ماندهٔ دیوار باروی ری در بالای عکس دیده می‌شود. این دیوار هم‌اکنون مرمت گردیده‌است.

در کنار چشمه، تپه‌ای است که در کاوش سال‌های ۱۳۱۳ تا ۱۳۱۵ خورشیدی به رهبری اریک اشمیت که برای موزه هنرهای زیبای بوستون و فیلادلفیا در آمریکا انجام شد، از آن نشانه‌هایی به‌دست آمده‌است. اریک اشمیت بیشتر از ششصد متر مربع از پیرامون چشمه‌علی را در سه موسم پی‌درپی میان سال‌های ۱۳۱۳ تا ۱۳۱۵ خورشیدی کاوید. کهن‌ترین نشانه‌های یافت شده در این بخش به آغاز هزارهٔ چهارم پیش از میلاد مسیح بر می‌گردد. پیامد آن یافت سه دوره مهند فرهنگی، دربرگیرندهٔ لایه‌ها و نشانه‌های دوره‌های اسلامی، اشکانی و پیش از تاریخ بود. هزاران تکه از چیزهایی که اشمیت در چشمه‌علی یافته بود، امروزه در گنجینه‌ها و دانشگاه‌های آمریکا و بخش کوچکی از آن‌ها نیز در موزهٔ ایران باستان نگهداری می‌شود. با درگذشت اریک اشمیت، پژوهش‌های وی نیمه‌کاره ماند و چون رمزهای شماره‌گذاری چیزهای یافت شده را تنها خود او می‌دانست، تاکنون کسی کامیاب در خوانش آن‌ها نشده و تنها چند گزارش خبری در این‌باره از وی مانده‌است. در ۱۳۷۷ خورشیدی گروهی از سازمان میراث فرهنگی، صنایع دستی و گردشگری، دانشگاه تهران و دانشگاه برادفورد، تپهٔ چشمه‌علی را با هدف تاریخ‌گذاری لایه‌های باستانی آن کاوش کرد. ترانشه‌هایی در ۲ متر در ۵ متر در شرق و غرب تپه ایجاد شد و تا ژرفای ۱۰ متری، نشانه‌های فرهنگی هزاره‌های ششم، پنجم و آغازین چهارم پیش از میلاد نمایان گردید. از روی زمانی تپه کنونی چشمه‌علی برای دوره‌های فرهنگی نوسنگی، کالکولتیک انتقالی و کالکولتیک کهن است.
این‌جا در هزاره سوم پیش از میلاد ناگهان وانهاده شد و دوباره از هزاره دوم آباد گشت. نشانه‌هایی از روزگار پارت‌ها (دیوار پرستشگاه آناهیتا وابسته به آغاز دوره مسیحی)، ساسانی‌ها و اسلام تا روزگار تیموریان نیز در این‌جا به دست آمده‌است.
بر پایهٔ گفته‌های گوناگون، مادر زرتشت نیز در این‌جا زاده شده‌است. دربارهٔ آب چشمه گفته می‌شود که از جاجرود و قیطریه فراهم می‌شود و پس از گذر از راه‌های زیرزمینی، از دل تپه می‌جوشد.

## نام‌گذاری
امروزه نام چشمه به امام اول شیعیان بازمی‌گردد که مردم پیرامون آن در دوران اسلام بر آن نهادند. اما ایرانیان باستان این چشمه را سورنا می‌نامیدند؛ زیرا در کنار پرستشگاه آناهیتا بوده‌است.

## گردشگری
این چشمه از چند رو اهمیت دارد. هم به دلیل واگذار شدن آن به بخشی گردشگری و بنیان بوستان و سبزه در کنار آن و هم به دلیل بودن چند نشان باستانی در پیرامون آن. باروی کهن ری با نام باروی ری درست در بالای چشمه است و سنگ‌نگارهٔ فتحعلی‌شاه قاجار هم بر دیوارهٔ این چشمه کنده شده‌است.

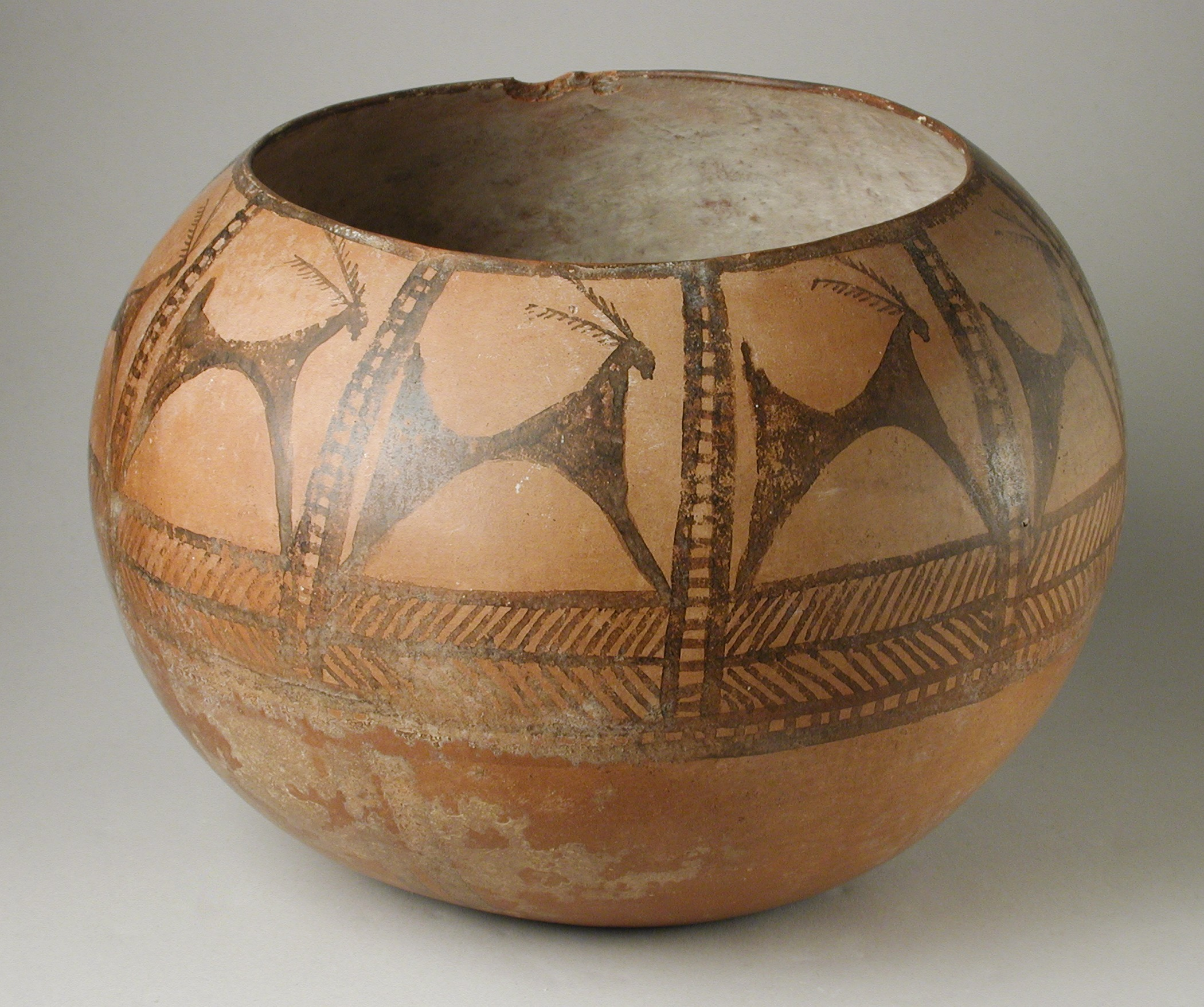
ظرف سفالی نقاشی‌شده پیشاتاریخی از چشمه علی، حدود ۵۰۰۰–۴۵۰۰ پیش از میلاد - موزه هنر لس‌آنجلس (LACMA)
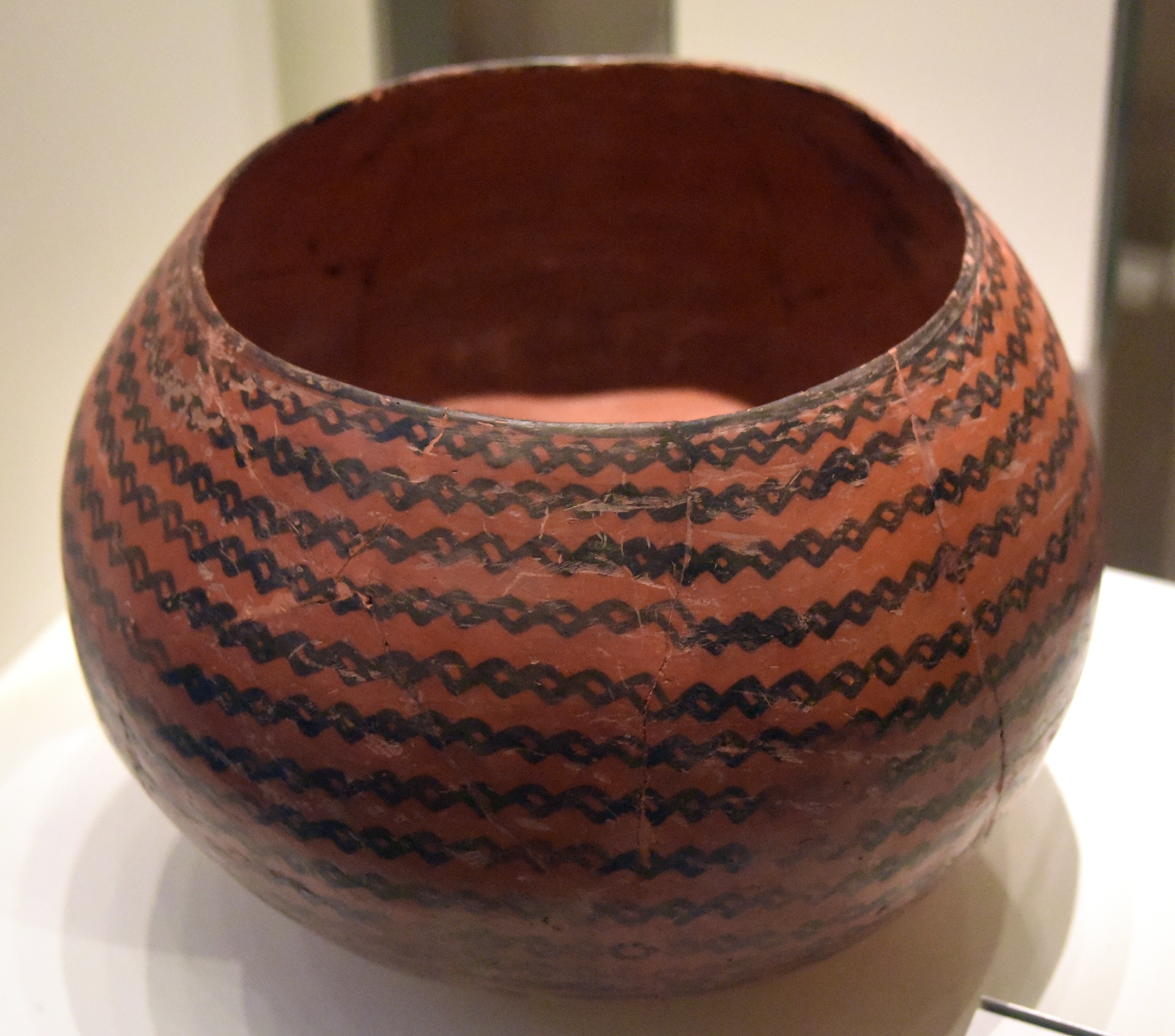
کاسه سفالی، کشف شده در چشمه‌علی، ۵۵۰۰–۴۵۰۰ پیش از میلاد

## خشک شدن
در جریان ساخت خط ۶ متروی تهران و عبور از شریان‌های آبی این چشمهٔ هفت هزار ساله از مرداد سال ۱۳۹۶ آب این چشمه به‌صورت متناوب قطع می‌شد. این مسئله تا اردیبهشت سال ۱۳۹۶ اتفاق می‌افتاد که از اردیبهشت ماه به‌صورت کامل این چشمه خشک شده‌است. این مسئله علی‌رغم پیگیری‌ها و قطع فعالیت عمرانی متروی خط شش در مجاورت این چشمه ادامه‌دار است. در تاریخ ۶ خرداد ۱۳۹۷ محسن هاشمی رفسنجانی در گفتگو با خبرنگاران اعلام کرد که در جلسه‌ای با حضور ریاست مترو، شهردار منطقه، مشاوران و پیمانکار مربوط دلایل خشک شدن چشمه‌علی را بررسی می‌کنیم و امیدواریم بتوانیم به راه حلی عملی برسیم.

کارزار حفاظت از چشمه علی
در پی خشک شدن چشمه علی شهرری در سال‌های اخیر و گمانه‌زنی‌ها پیرامون تأثیر حفاری‌های مربوط به توسعه مترو تهران در این رویداد، گروهی از مردم، نخبگان و فعالان محیط زیست و میراث فرهنگی در سال ۱۴۰۴ خورشیدی کارزاری با عنوان «به نام میراث، به نام مردم» راه‌اندازی کردند. این کارزار با انتشار بیانیه‌ای رسمی، خواستار توقف پروژه‌های عمرانی فاقد پیوست‌های میراثی، تشکیل کمیته حقیقت‌یاب مستقل و احیای تدریجی چشمه علی شد.
کارزار مذکور به دنبال ایجاد شفافیت و اطلاع‌رسانی عمومی در خصوص آسیب‌های احتمالی به این اثر تاریخی و طبیعی بود و واکنش‌های متعددی از سوی مسئولان و فعالان محلی برانگیخت.

## چشمه‌علی در واژه‌نامهٔ دهخدا

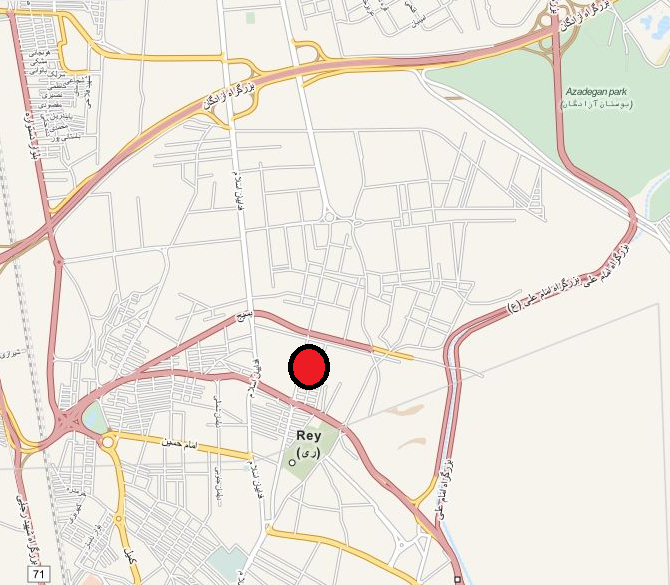
روی نقشه (دایرهٔ قرمز)

به نوشتهٔ لغت‌نامه دهخدا چشمه‌علی چشمه‌ای است در شمال شهر کهن ری که آبش از زیر سنگ خارایی بیرون شده به سوی جنوب روان می‌شود و بنابر پژوهش‌ها و دانسته‌های نگارنده دژ ری بندی که خلیفه مهدی عباسی بنا نمود بالای همین چشمه و روی تخته‌سنگ بوده چنان‌که اکنون نشانه‌های آن مانده و نمودار است. همچنین گمان می‌رود که دژ تبرک همین قلعه ری بندی باشد و دیگران آن را به این نام نامور ساخته باشند و چون در زبان فارسی تبر به چم کوه است چنان‌که تبرستان به چم کوهستان است و تبرک با کاف که در فارسی نشانه کوچکی است به چم کوه کوچک است و این دژ بر روی کوه کوچک بنا شده گمان است گروهی از تاریخ‌نویسان از این روی این دژ را تبرک نامیده باشند. چندی گویند منوچهر این دژ را بنا کرده و برخی دژ تبرک را زبیدیه نوشته‌اند. به هر روی چشمه‌علی ری در گذشته آب زیادی داشته چنان‌که آثار آن در سنگ‌ها برجا مانده‌است، ولی قنات‌هایی که در بالای آن کنده‌اند، آب آن را به اندازه‌ای کم کرده که در موسم پاییز یک سنگ و نیم آب دارد.
فتحعلی‌شاه قاجار که بیشتر به چشمه‌علی به گشتن می‌رفت در سال ۱۲۴۸ هجری قمری دستور داد که در بالای چشمه‌علی سنگ‌نگارهٔ ساسانی را همواره کرده و به‌جای آن نگارهٔ خود را با گروهی از درباریان کنده‌کاری کنند و چند چامه در دور آن نگاشته شده که از تاریخ این کار خبر می‌دهد و چون همه نقش‌ها و چامه‌ها را در یک پهنه نمایاندن خالی از کاستی نبود ناچار در دو پهنهٔ دیگر چهره‌ها را آشکار ساخته و نام چهره‌ها و سنگ‌نگارهٔ چامه‌ها را آنچه مانده می‌نگاریم تا بر خوانندگان آشکار باشد. ابن حوقل نام چشمه‌علی را سوربنی نوشته‌است. گور ابن بابویه نزدیک چشمه است، همچنین گور حاجی میرزا صفا که از بلندپایگان مشایخ عرفا بود و در تهران درگذشت. دیگر رجالیون قاجاریه، مانند حاجی پیرزاده نائینی و اشرف مشیرالدوله حاج میرزا حسین‌خان سپهسالار و وزیر امور خارجه آن را بنا کرده‌اند در آن‌جا به خاک سپرده شده‌اند.

## نگارخانه

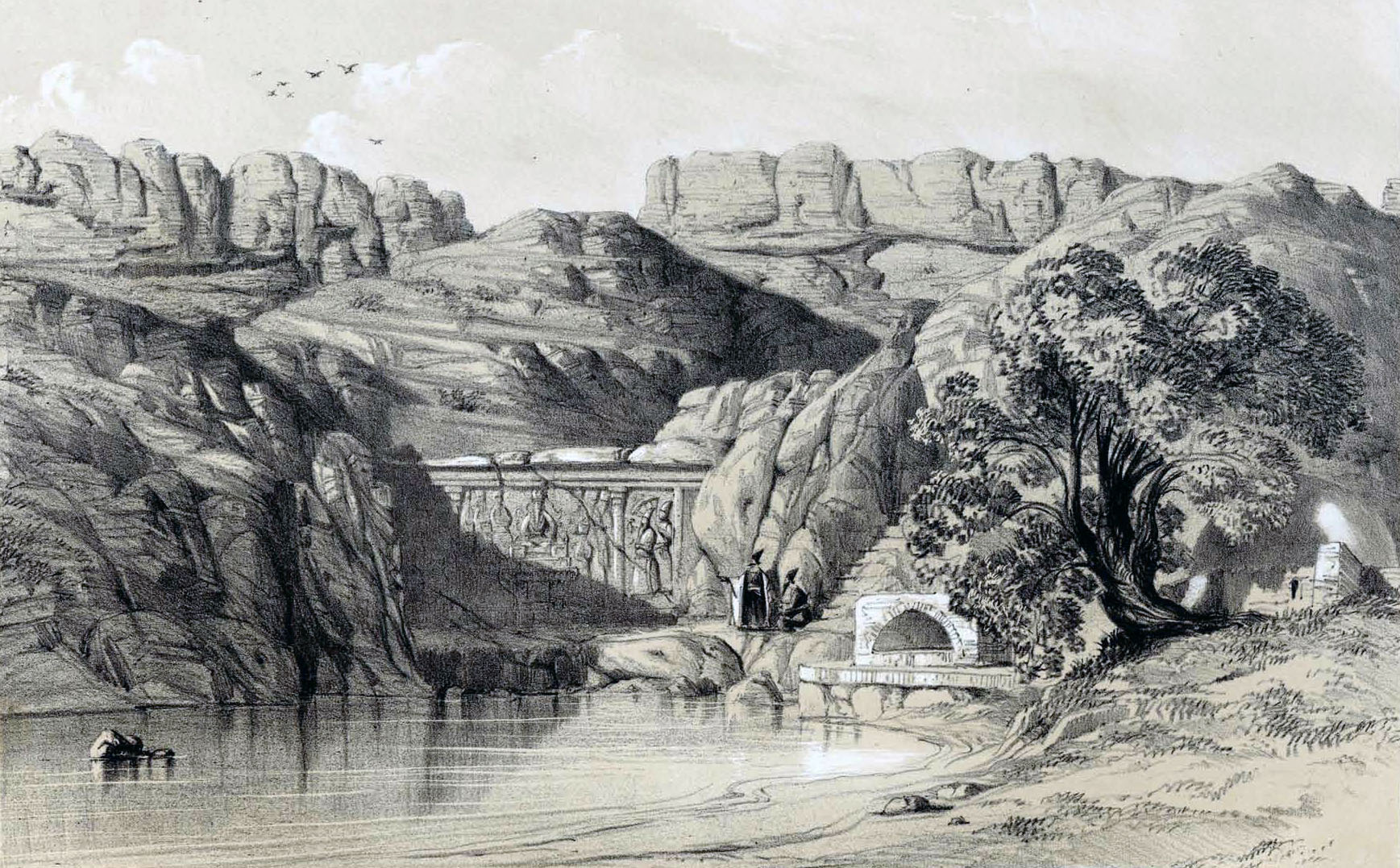
چشمه‌علی در سال ۱۸۴۰ میلادی
نگاره‌ای قدیمی از چشمه‌علی
آبتنی در چشمه‌علی
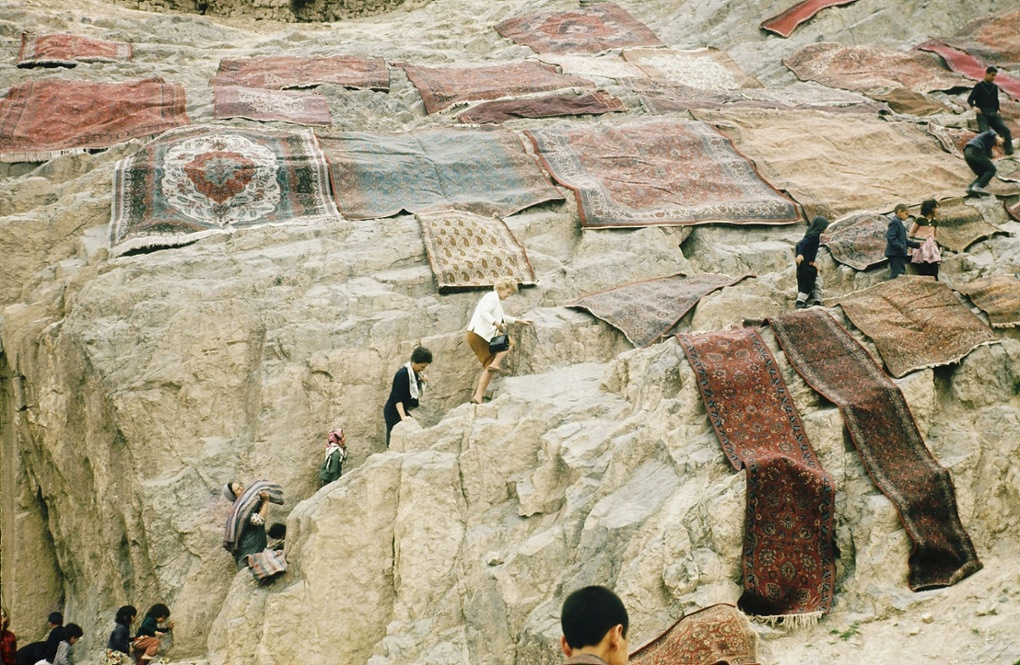
خشک کردن فرش‌ها بر روی تپهٔ سنگی چشمه‌علی، ۱۳۳۹ خورشیدی. دو توریست زن آمریکایی در حال بالا رفتن از پلکان سنگی کنار سنگ‌نگاره فتحعلی‌شاه هستند.
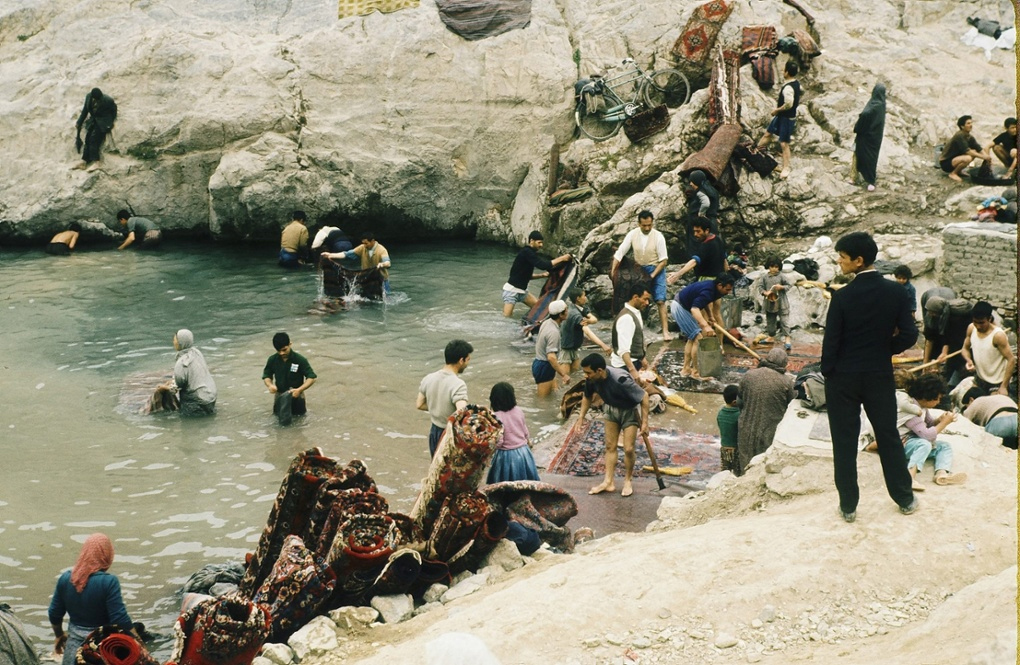
شستن و لول کردن فرش‌ها در ۱۳۳۹ خورشیدی
دورنمای محلهٔ چشمه‌علی و باروی ری
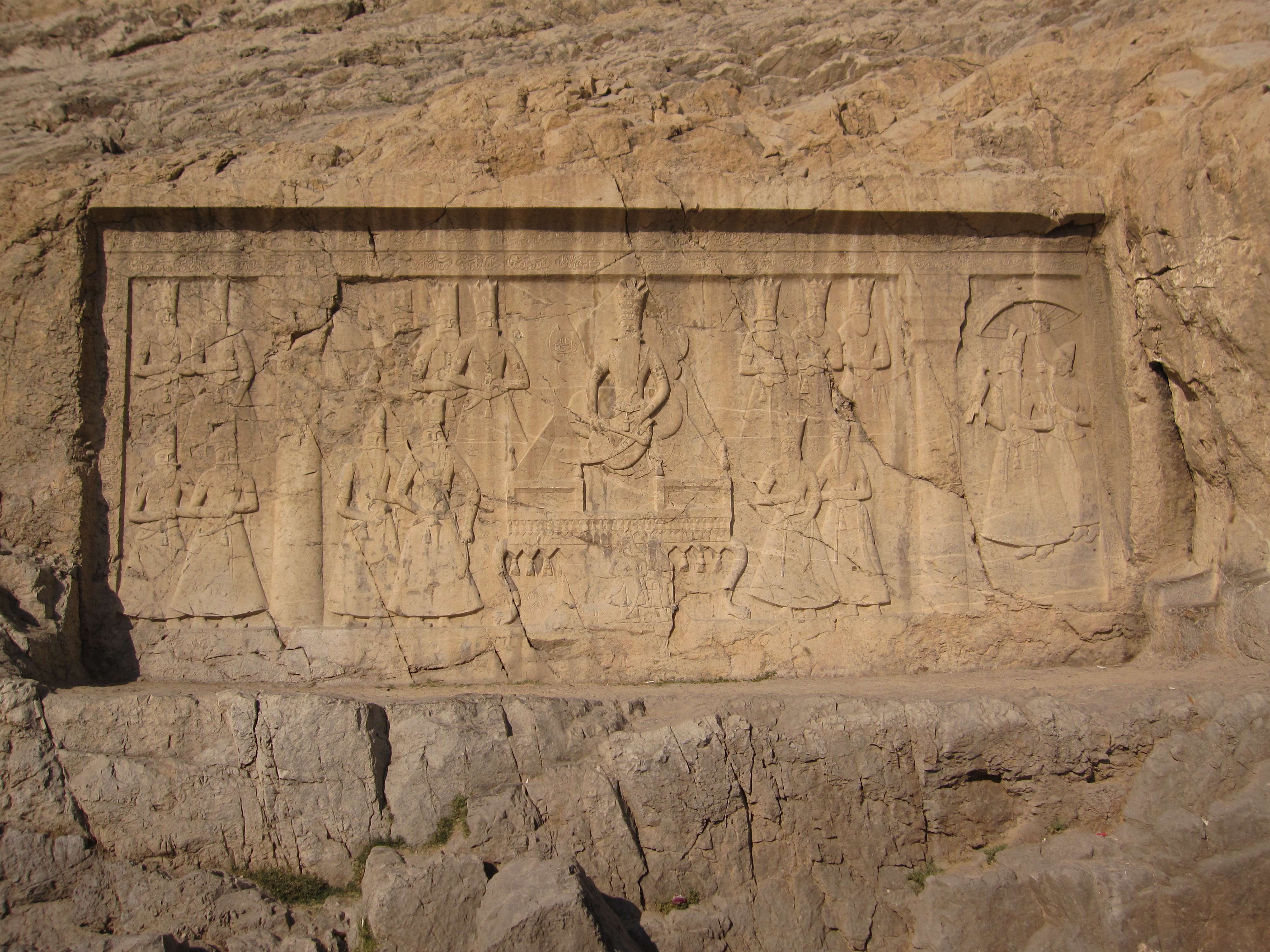
سنگ‌نگاره فتحعلی‌شاه در بالای چشمه
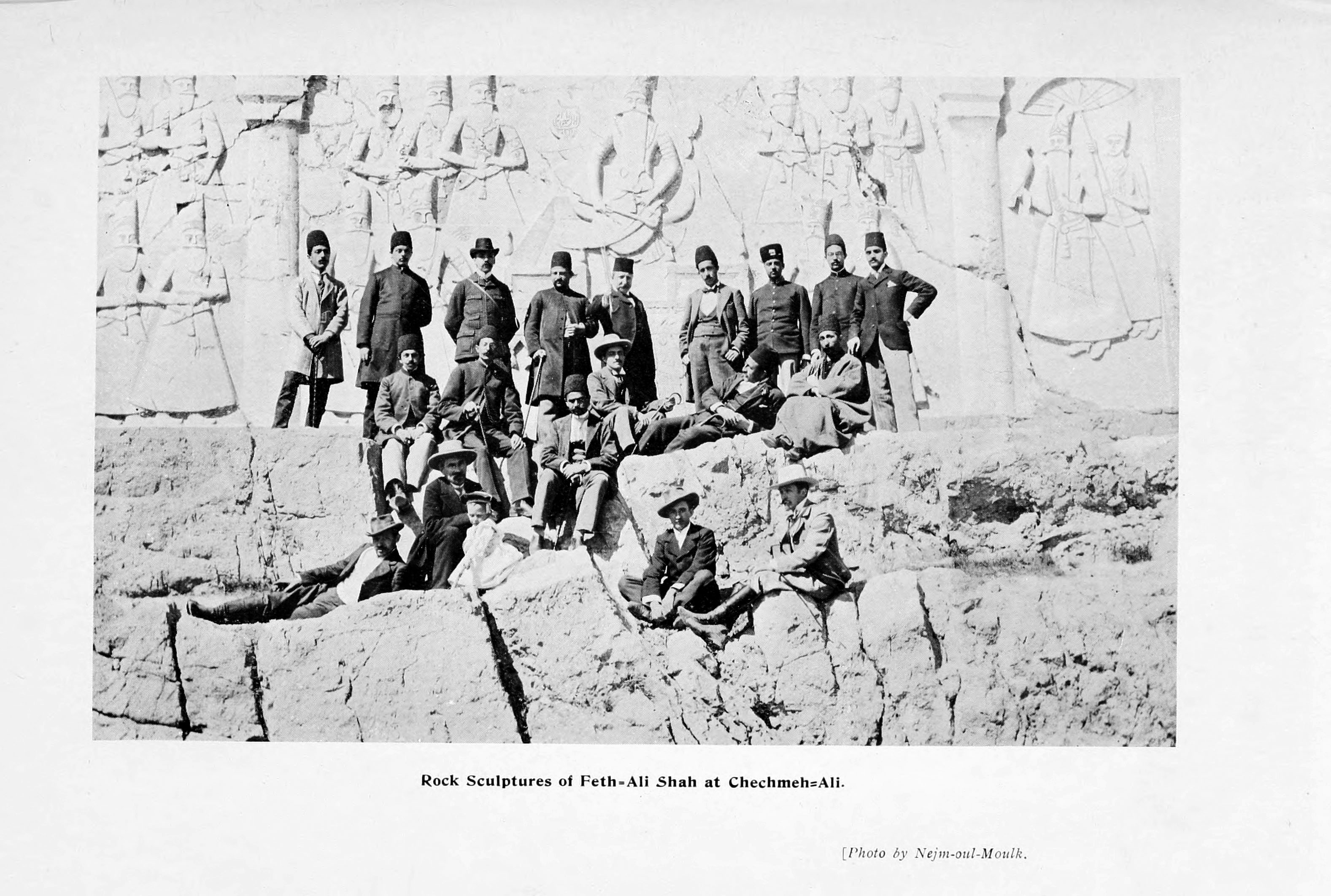
چشمه‌علی حوالی سال ۱۹۰۷ میلادی
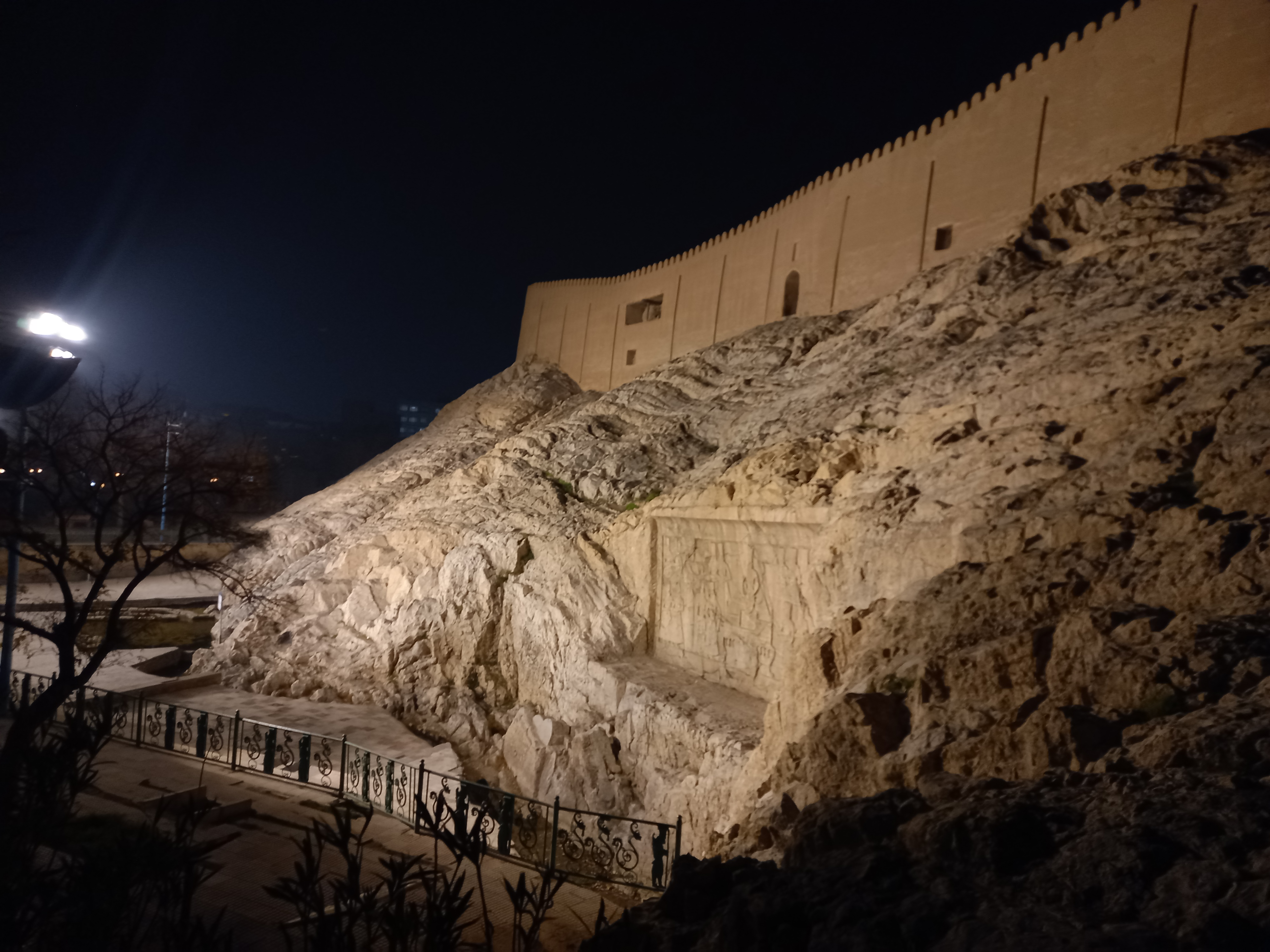
چشمه علی در شب
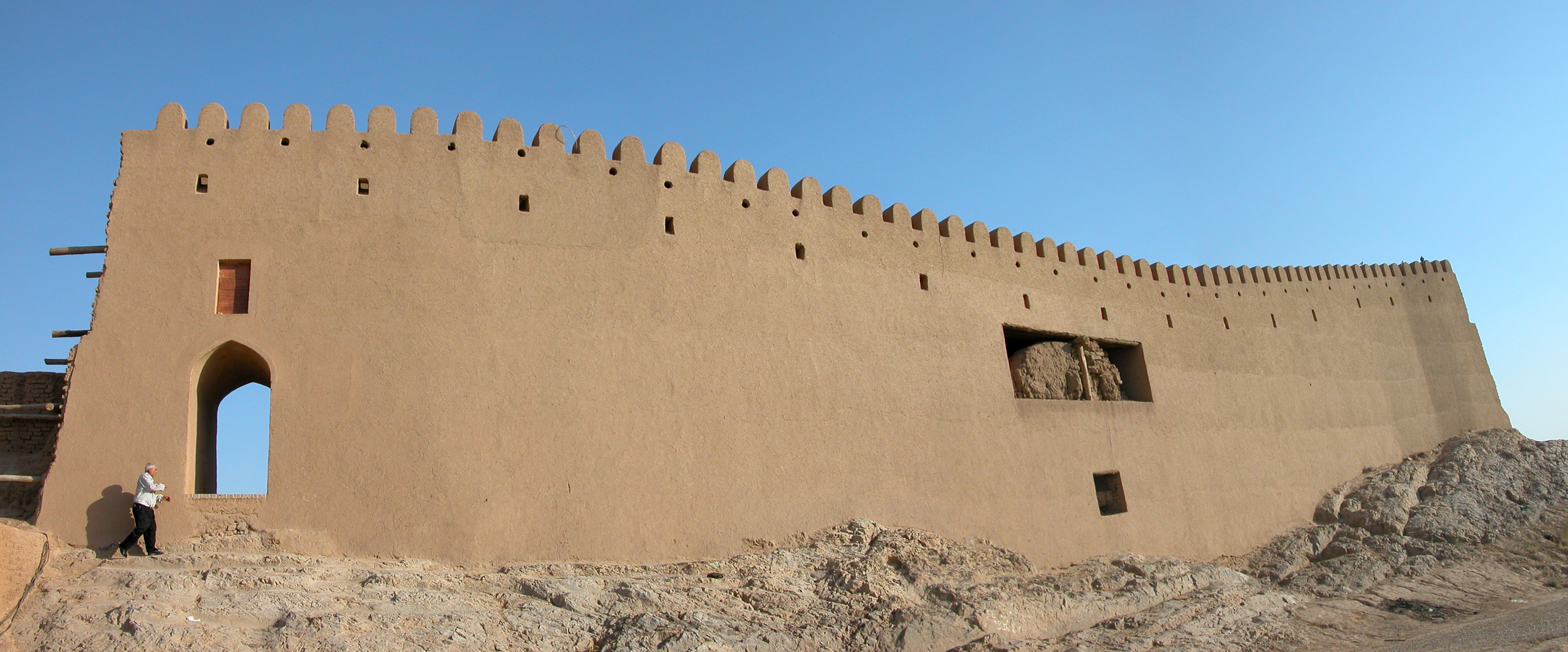
بخش به‌جا مانده از باروی ری در کنار چشمه‌علی
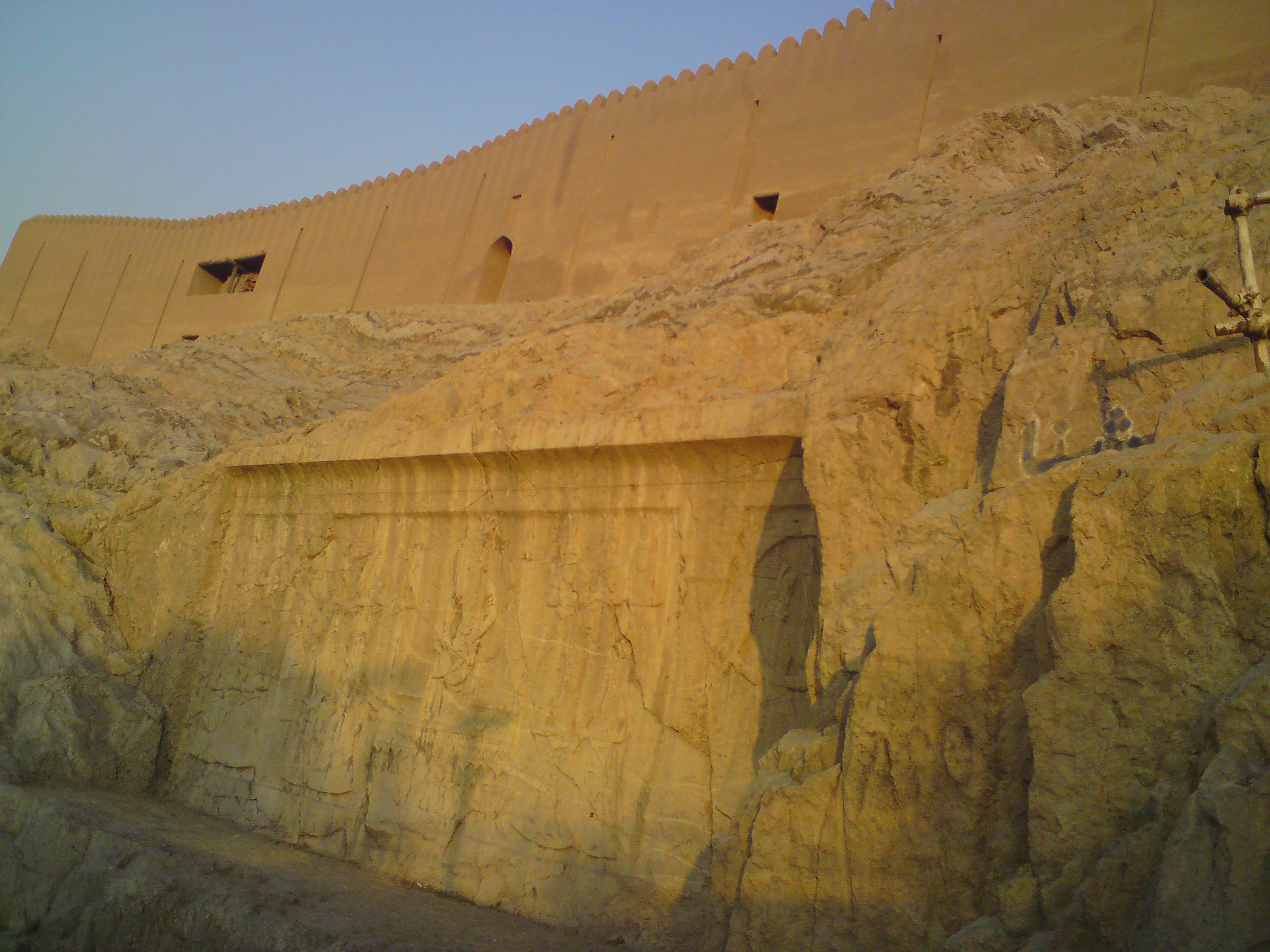
سنگ‌نگاره فتحعلی‌شاه و باروی ری